# De sprookjesmusical Klaas Vaak
De sprookjesmusical Klaas Vaak is een Nederlandse musical over de zandtovenaar Klaas Vaak. De musical ging op 21 september 2013 in première in het Efteling Theater. Op 9 maart 2014 viel het doek voor Klaas Vaak. 
De voorstelling is gebaseerd op het karakter Klaas Vaak, dat in meerdere televisieproducties van de Efteling te zien is. Van half oktober 2014 tot half maart 2015 gaat de voorstelling op tournee door het land.

## Verhaal
Elke avond gaat Klaas Vaak, samen met zijn trouwe uil Oehoe Houdoe, op pad om de kinderen mooie dromen te bezorgen. Zo ook de kinderen in het Sprookjesbos. Kikkerprinses Anura droomt van haar prachtige gouden bal, Roodkapje gaat Grootmoeder koekjes brengen en Hans en Grietje knibbelen en knabbelen aan het snoephuisje. Maar op een nacht zijn hun dromen helemaal niet meer zo mooi: Grootmoeder komt Roodkapje koekjes brengen, Hans en Grietje eten plotseling van het gezonde groentehuisje en Anura wordt verpletterd onder een enorme gouden bal.. Klaas Vaak weet niet wat hij ziet en gaat onmiddellijk op onderzoek uit. Hij komt erachter dat de kinderen zwart zand in hun ogen hebben, nog vóór hij zelf zijn befaamde slaapzand over de kinderen komt uitstrooien. Oehoe bemerkt dat dit het werk is van de gemene heks Noxana. De Sprookjesboskinderen weten Klaas Vaak te vertellen dat ze in het donkere deel van het bos woont, in een duistere grot en dat de enige manier om haar te verslaan haar magische staf breken is. Op het moment dat hij echter de grot betreedt, wordt hij meteen opgemerkt door Noxana en zij begraaft hem in haar enorme berg zwart zand. Zij vertelt hem dat ze dit allemaal doet uit wraak voor het trauma dat ze in haar jeugd heeft opgelopen: Klaas Vaak heeft haar droom te wonen in een zandkasteel nooit uit laten komen. Oehoe Houdoe en de zandkabouters komen eveneens te laat om Klaas Vaak hulp te bieden. Alles lijkt verloren, totdat hij zijn slaap liedje begint te zingen en Noxana langzaam in slaap valt. Hij bevrijdt zichzelf uit z'n benarde positie en breekt onmiddellijk de staf, waarna een enorme zandstorm Noxana in rook laat verdwijnen. 
De kinderen beleven weer mooie dromen en Klaas Vaak gaat weer elke dag met Oehoe op pad om zijn magisch slaapzand te strooien over kinderen!

## Soundtrack
Er is een castalbum van Klaas Vaak verschenen met hoogtepunten uit de musical. Onderstaande nummers staan op de cd. 
- Ouverture
- In De Nacht
- Droom Je Wel, Of Droom Je Niet - Slaap Zacht
- De Jat Kat
- Nog Even
- De Spreuk Van Noxana
- De Rare, Gekke Dromen Van Klaas Vaak
- Het Feest Van Korrel
- Maar Toen Ik Wakker Werd
- De Rare, Gekke Dromen Van Klaas Vaak (Reprise)
- Hakken In Het Zand
- Noxana
- Slaap Zacht
- Het Feest Van Korrel (Reprise)
- In De Nacht (Reprise)

- Bonustrack: De Wereld Van Klaas Vaak

## Rolverdeling

### Volwassenen

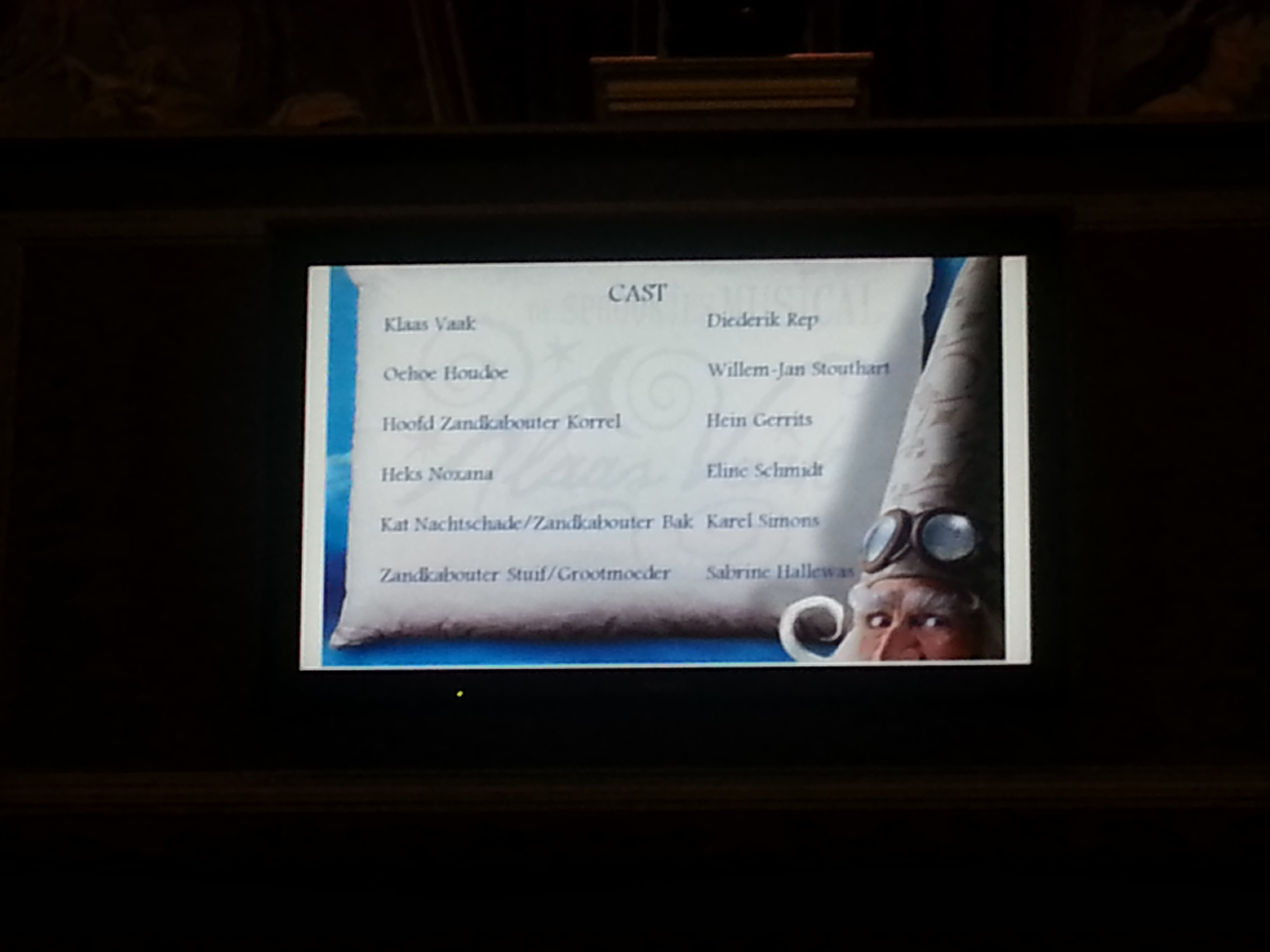
De volwassenen cast van de sprookjesmusical Klaas Vaak zoals deze speelden op 19 september 2013

| Rol                                | Cast 2013-2014 Efteling | Cast 2014-2015 Tournee |
| ---------------------------------- | ----------------------- | ---------------------- |
| Klaas Vaak                         | Diederik Rep            | Barry Beijer           |
| Oehoe Houdoe                       | Willem-Jan Stouthart    | Rafaël van der Maarel  |
| Hoofd zandkabouter Korrel          | Hein Gerrits            | Marvin Verheijden      |
| Heks Noxana                        | Eline Schmidt           | Eline Schmidt          |
| Kat Nachtschade / Zandkabouter Bak | Karel Simons            | Darren van der Lek     |
| Zandkabouter Stuif / Grootmoeder   | Sabrine Hallewas        | Cailin van Loon        |

### Kinderen
| Rol                    | Cast 2013-2014 Efteling                              | Cast 2014-2015 Tournee                                                  |
| ---------------------- | ---------------------------------------------------- | ----------------------------------------------------------------------- |
| Kikkerprinses Anura    | Vajèn van den Bosch Venna van den Bosch Manouk Pluis | Myrthe Hendrix Imahni Tsolakis Judith van der Wijst Lieke van den Broek |
| Roodkapje              | Eva Kolsteren Juliana Zijlstra Mandy de Lee          | Mandy de Lee Lieke van den Akker Jasmijn Nicaise Phebe Staelens         |
| Hans                   | Hugo Wagenmakers Kobe Verdonck Sem Bach              | Remco Coppejans Donovan Gyurákovics Luuk Matthijssen Hugo Wagenmakers   |
| Grietje / Jonge Noxana | Échica Florijn Roosmarijn Otten Margaux Jacobs       | Britta Caris Mila Elders Emma van Straten Holly van Zoggel              |

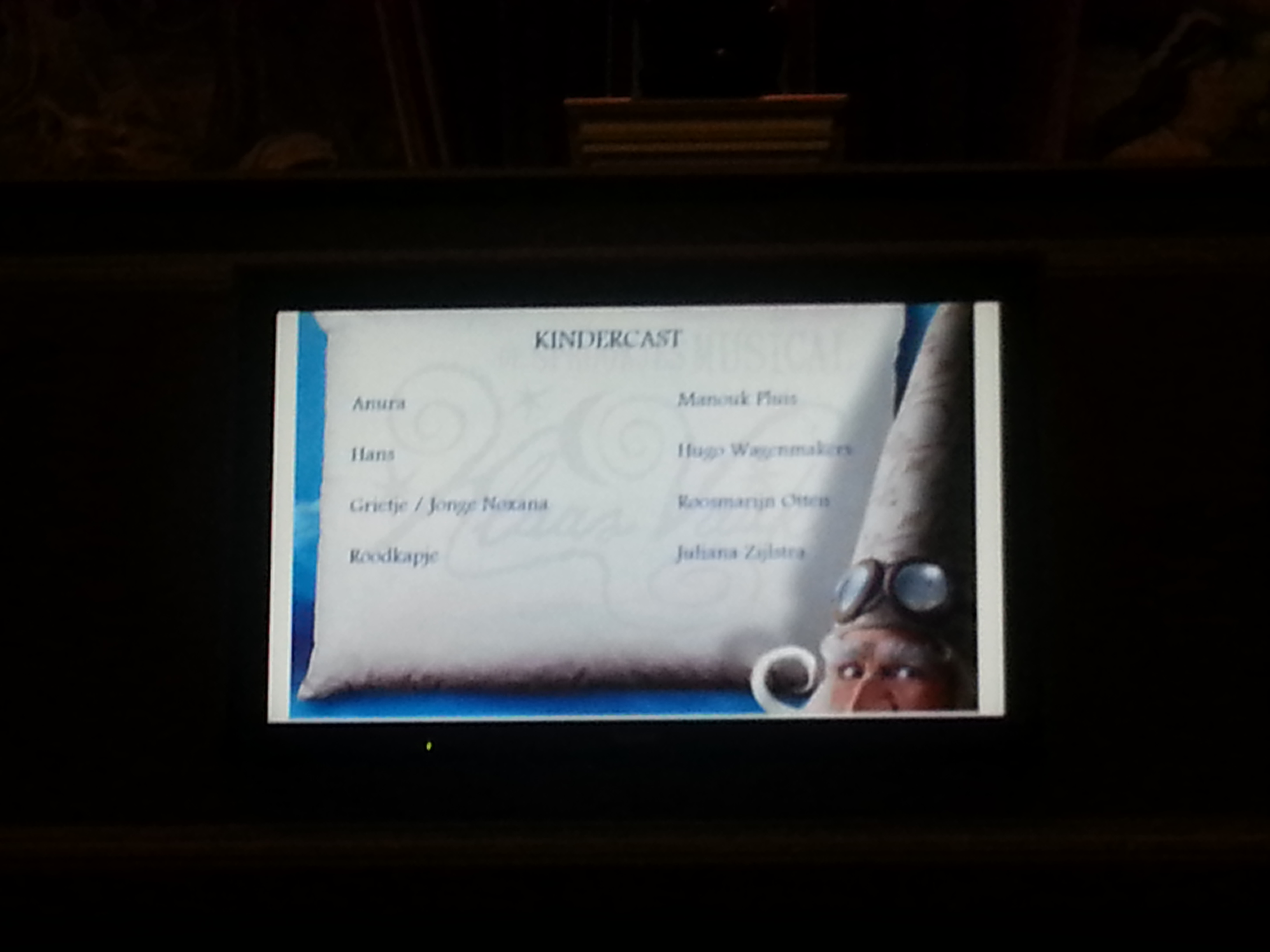
De kindercast van de sprookjesmusical Klaas Vaak zoals deze speelden op 19 september 2013

Verder zijn er nog zeven Zandkabouters, die iedere voorstelling weer door andere kinderen worden gespeeld. Deze kinderen spelen maar in een voorstelling mee.

## Trivia

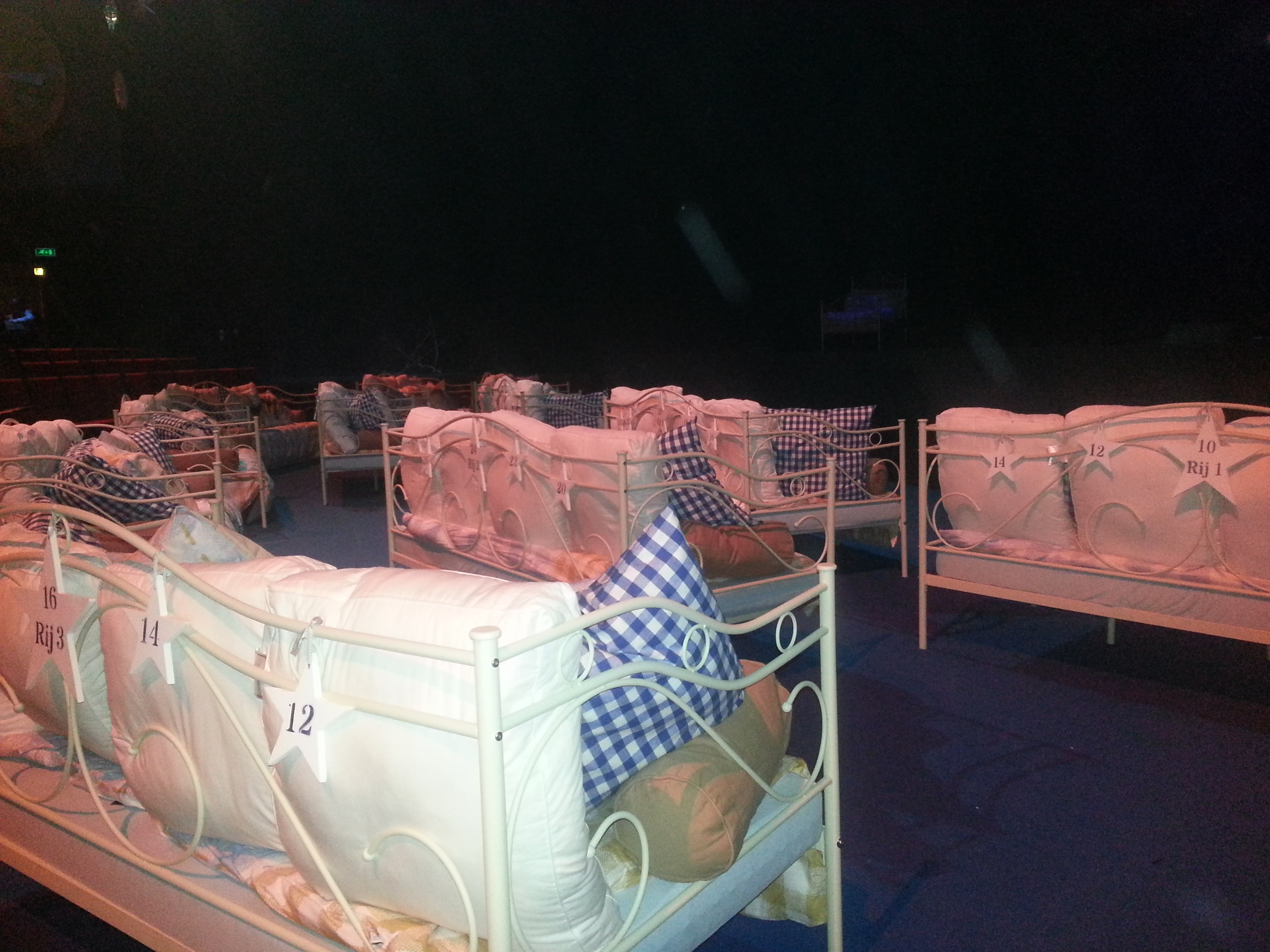
Speciale VIP-zitplaatsen bij de sprookjesmusical Klaas Vaak

- Speciaal voor de musical heeft het Efteling Theater de eerste drie rijen verwijderd en vervangen door speciale bedbanken (VIP Droomplaatsen).
- Tijdens de auditie- en repetitieperiode is op Omroep Brabant elke week een making-of van de musical te zien geweest.
- De promotiesong voor de show, De Wereld Van Klaas Vaak, is gezongen door Jada Borsato, maar op de cd staat het lied gezongen door Alma Nieto.
- Er is naast een cd met de liedjes ook een dvd verschenen met daarop een registratie van de show.